# Dynamic Planning
Dynamic Planning Inc. (ダイナミック企画株式会社, Dainamikku Kikaku Kabushiki-gaisha) est une compagnie et un studio de dessins animés créée en avril 1974 par le mangaka Gō Nagai, en parallèle avec Dynamic Productions datant de 1969.
C'est un des premiers studios japonais à avoir exporté des dessins animés, dès 1976. Les premiers à rencontrer le succès sont Mazinger Z dans les pays hispaniques, Goldorak en France et en Italie, puis O Pirata do Espaço au Brésil.
En 1994, Go Nagai crée une division internationale dirigée par son frère Kenji Nagai (永井謙次) et un dessinateur, éditeur, traducteur italien, Frederico Colpi.
En 2001, cette division entre l'Europe et l'Asie est incorporée à d/world, regroupant ainsi en parts égales Dynamic Planning et Marubeni's, filiale de Omega Project. Mais en 2002, après avoir produit les films Cutie Honey et Mazinkaiser, Marubeni's se retire des animés, liquidant la société d/world. Cependant, Federico Colpi et Kazuhiko Murata acquièrent les parts de Marubeni's et créent d/visual qui gère jusqu'en 2012, non seulement les animés, mais également les mangas de Gō Nagai et autres.

## Dessins animés
- Cf. Gō Nagai

- Machine Hayabusa[2] avec Mikiya Mochizuki

en France : il existe un "film" issu des 3 premiers épisodes de la série sortie en VHS sous le nom de Super Duke (1976)
- Queen Esmeralda (2003)